# Episodi di Kidding - Il fantastico mondo di Mr. Pickles (prima stagione)
La prima stagione della serie televisiva Kidding - Il fantastico mondo di Mr. Pickles è stata trasmessa negli Stati Uniti d'America sul canale via cavo Showtime dal 9 settembre all'11 novembre 2018.
In Italia la stagione è andata in onda sul canale satellitare Sky Atlantic dal 7 novembre al 5 dicembre 2018.
| n° | Titolo originale        | Prima TV USA      | Prima TV Italia  |
| -- | ----------------------- | ----------------- | ---------------- |
| 1  | Green Means Go          | 9 settembre 2018  | 7 novembre 2018  |
| 2  | Pusillanimous           | 16 settembre 2018 | 7 novembre 2018  |
| 3  | Every Pain Needs a Name | 23 settembre 2018 | 14 novembre 2018 |
| 4  | Bye, Mom                | 30 settembre 2018 | 14 novembre 2018 |
| 5  | The New You             | 7 ottobre 2018    | 21 novembre 2018 |
| 6  | The Cookie              | 14 ottobre 2018   | 21 novembre 2018 |
| 7  | Kintsugi                | 21 ottobre 2018   | 28 novembre 2018 |
| 8  | Philliam                | 28 ottobre 2018   | 28 novembre 2018 |
| 9  | LT. Pickles             | 4 novembre 2018   | 5 dicembre 2018  |
| 10 | Some Day                | 11 novembre 2018  | 5 dicembre 2018  |